# Młody Tobiasz

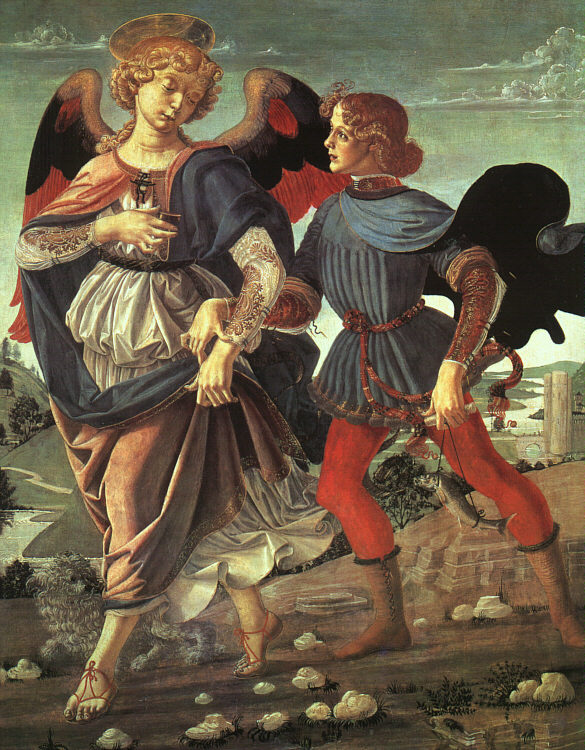
Tobiasz i anioł, Andrea del Verrocchio

Tobiasz (Jahwe jest moim bogactwem) – postać biblijna z Księgi Tobiasza. Pochodził z pokolenia Neftalego.
Jego ojciec, również o imieniu Tobiasz, został uprowadzony do niewoli asyryjskiej i w wieku 62 lat stracił wzrok. Kuzyn ojca miał córkę Sarę, której siedmiu poprzednio poślubionych mężczyzn zmarło przed skonsumowaniem małżeństwa z powodu demona Asmodeusza. Bóg, wysłuchawszy modlitw Starego Tobiasza i Sary, posłał im na pomoc archanioła Rafała który, pod postacią człowieka wraz z młodym Tobiaszem udał się w podróż do Medii w celu odebrania od Gabaela, Żyda z Ragi, pieniędzy, danych mu w formie pożyczki przez starego Tobiasza. Podczas podróży, gdy Tobiasz brał kąpiel w Tygrysie, zaatakowała go wielka ryba, którą na polecenie Rafała wyłowił oraz zatrzymał jej żółć, serce i wątrobę. Za namową anioła, zatrzymali się oni na noc w Ektabanie u ojca Sary – Raguela. Zgodnie z Prawem Mojżesza Tobiasz wziął Sarę za żonę i w noc poślubną przepędził demona spaleniem serca i wątroby ryby oraz wspólną modlitwą. Ich uroczystości weselne trwały 14 dni, a Tobiasz w posagu otrzymał połowę majątku teścia. Po powrocie do Niniwy za pomocą żółci ryby uzdrowił on ojca ze ślepoty. 
Podczas próby zapłaty Rafałowi za towarzyszenie w podróży ten wyjawił jemu i jego ojcu, że jest aniołem, a następnie zniknął.
Mieszkał wraz z Sarą w Niniwie aż do śmierci ojca i matki. Pochowawszy ich, przeniósł się do Medii, gdzie, doczekawszy upadku Niniwy, zmarł w wieku 117 lat.